# معركة الشجرة المقدسة
معركة الشجرة المقدسة (بالإنجليزية: Battle of the Sacred Tree)‏، هُو فيلم كيني صدر سنة 1994 وأخرجه وانجيرو كينيانجوي.